# Ana y el rey de Siam (película)
Ana y el rey de Siam (Anna and the King of Siam) es una película estadounidense dirigida por John Cromwell, estrenada en 1946. Está basada en la novela homónima de Margaret Landon, parcialmente autobiográfica y que cuenta la historia de una institutriz que viaja en 1860 a Siam para enseñar inglés a los hijos del rey de ese país.
Protagonizada por Rex Harrison como el rey y Irene Dunne en el papel de Ana, fue galardonada en los premios Óscar de 1946 con el Óscar a la mejor fotografía y el Óscar a la mejor dirección artística. También fueron nominadas la banda sonora de Bernard Herrmann, el guion y la actriz Gale Sondergaard.

## Otras adaptaciones
La novela de Landon fue posteriormente adaptada en 1951 por Rodgers y Hammerstein en el musical de Broadway El rey y yo y en la película homónima de 1956, basada en este musical. En 1999 el director norteamericano Andy Tennant dirigió una nueva versión de la película, Anna and the King, con Jodie Foster y Chow Yun-fat.